# 베냉 요리

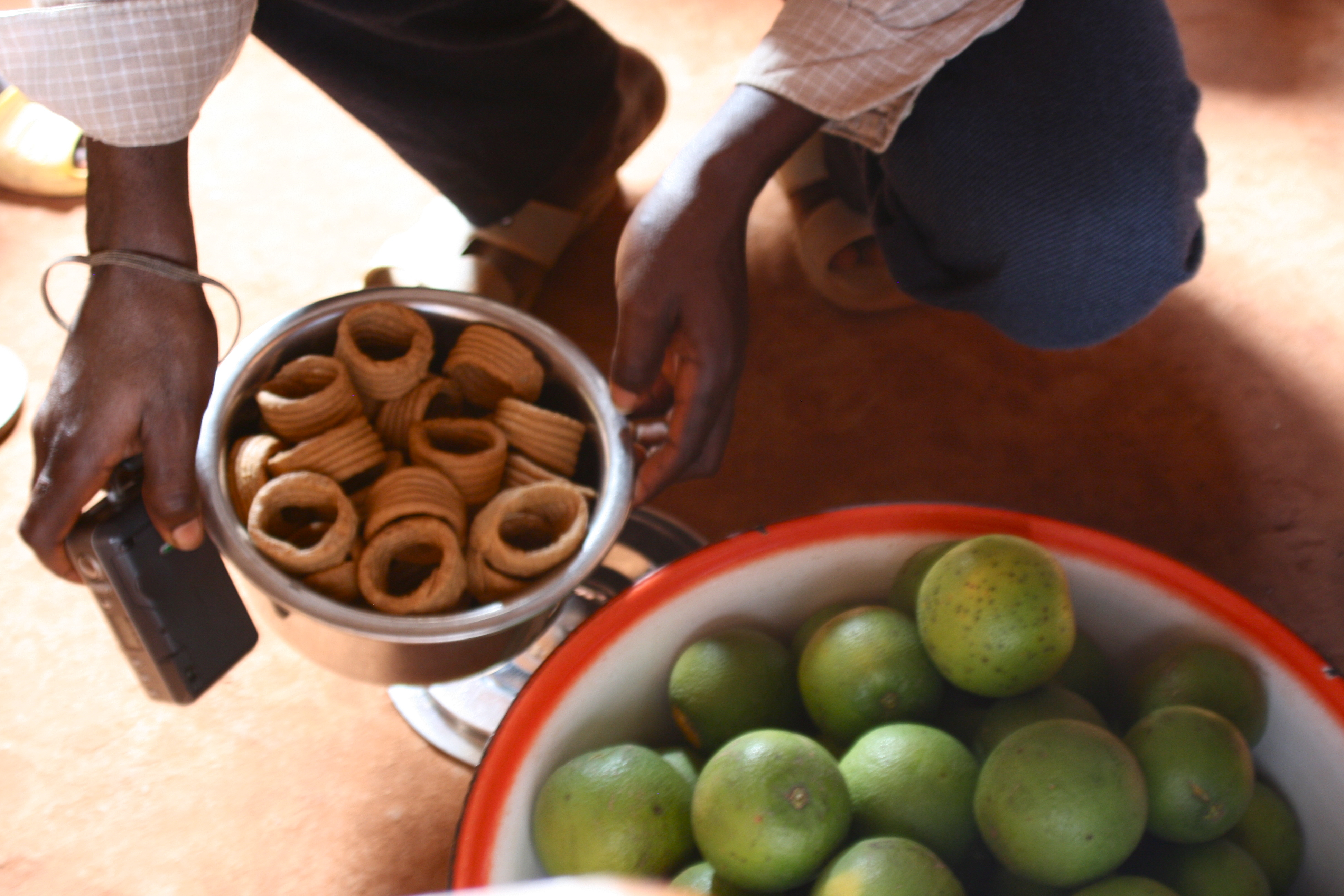
쿨리쿨리

베냉 요리(Benin 料理, 프랑스어: cuisine béninoise 퀴진 베니누아즈[*])는 서아프리카에 있는 베냉의 요리이다. 이국적인 재료와 풍미있는 음식으로 알려져 있다. 베냉 음식에는 다양한 소스와 함께 제공되는 신선한 음식이 많이 포함된다. 고기는 일반적으로 매우 비싸다.

## 음식 준비
야자유 또는 땅콩으로 튀김하는 것이 가장 일반적인 육류 준비물이며, 훈제 생선도 베냉에서 일반적으로 준비된다. 분쇄기는 옥수수가루를 준비하는데 사용되며 반죽을 만들어 소스와 함께 제공된다.

## 같이 보기
- 서아프리카 요리